# كارلز سوريا
كارلز سوريا (بالإسبانية: Carles Soria) هو لاعب كرة قدم إسباني في مركز الدفاع، ولد في 8 أكتوبر 1996 في إيغوالادا في إسبانيا. لعب مع نادي أيك لارنكا.

## وصلات خارجية
- كارلز سوريا على موقع قاعدة بيانات كرة القدم.إي يو (الإنجليزية)
- كارلز سوريا على موقع Soccerway.com (الإنجليزية)